# 정몽구
정몽구(鄭夢九, 1938년 4월 19일~)는 대한민국의 기업인이다. 현대자동차그룹 초대 명예회장이다.
1938년, 일제강점기에 정치인·기업인인 정주영 현대그룹 초대 회장과 변중석 여사의 아들로 태어났다. 7남 3녀 중 장남이다. 1950년, 6.25 전쟁을 거치면서 유급처리 되었으나 한양대학교에 입학해 공업경영학 학사 학위를 거쳤다.
1999년, 현대그룹의 경영권 계승을 둘러싸고 경영권 분쟁을 벌였다. 현대그룹 경영권 다툼(세칭 '왕자의 난') 이후 경영권 승계, 2000년에 현대자동차그룹 초대 회장이 되었다. 2007년에는 현대차 정몽구 재단을 출범하고 이후 2011년 9월 5,000억원 상당의 주식을 출자하여 재단에 기부하였다. 정몽구는 이후 현대자동차그룹을 2019년 기준 계열사 54개, 자산 248조 원을 보유한 기업으로 성장시켰다.
2020년, 장남인 정의선이 그룹 회장에 취임하고, 정몽구는 현대자동차그룹의 초대 명예회장이 되었다.
수여받은 훈장으로는 금탑산업훈장, 국민훈장 무궁화장 등이 있다.

## 학력
- 1959년: 경복고등학교 졸업
- 1967년: 한양대학교 공업경영학 학사

### 명예 박사 학위
- 1989년: 센트럴 코네티컷 대학교 명예인문학 박사
- 2001년: 몽골 국립대학교 명예경영학 박사
- 2003년: 고려대학교 명예경영학 박사
- 2015년: 한양대학교 명예공학 박사

## 경력
- 1970년 2월~1970년 9월: 현대자동차 서울사업소 부품과 과장
- 1970년 10월~1970년 12월: 현대자동차 서울사업소 부품과 차장
- 1972년 1월~1973년 2월: 현대자동차 서울사업소 부장
- 1973년 3월~1973년 5월: 현대건설 자재부 부장
- 1973년 6월~1974년 2월: 현대자동차 서울사업소 이사
- 1974년 2월~1987년 : 현대자동차써비스 대표이사 사장
- 1977년 7월~1987년 1월: 현대정공 대표이사 사장
- 1981년 2월~1987년 1월: 현대강관 대표이사 사장
- 1983년 1월~1984년 2월: 제4대 한국 컨테이너 공업협회 회장
- 1984년 2월~1997년 2월: 전국경제인연합회 이사
- 1985년 4월~1997년 1월: 대한양궁협회 회장
- 1986년 11월~1987년 1월: 현대산업개발 대표이사 사장
- 1986년 10월~1997년 11월: 아시아양궁연맹 회장
- 1987년 1월~1998년 1월: 인천제철 대표이사 사장
- 1987년 2월~1996년 1월: 현대정공 회장
- 1987년 2월~1996년 1월: 현대자동차써비스 회장
- 1987년 2월~1996년 1월: 현대강관 회장
- 1987년 2월~1996년 1월: 현대산업개발 회장
- 1987년 2월~1996년 1월: 인천제철 회장
- 1993년 5월~1996년 2월: 대한체육회 회장
- 1993년 9월~1999년 7월: 국제양궁연맹 부회장
- 1994년 3월~1998년: 현대우주항공 회장
- 1996년 1월~2000년 3월: 현대그룹 회장
- 1997년 1월~: 대한양궁협회 명예회장
- 1997년 2월~2017년 2월: 전국경제인연합회 부회장
- 1997년 3월: 한러 경제협회 회장
- 1997년 11월~: 아시아양궁연맹 명예회장
- 1998년 4월~2000년 3월: 현대경영자협의회 회장
- 1999년~2001년: 민주평화통일자문회의 부의장
- 1999년 1월~2002년 3월: 한국표준협회 회장
- 1999년 3월~2020년 10월: 현대자동차 회장
- 1999년 7월~2020년 10월: 기아자동차 회장
- 1999년 7월~: 국제양궁연맹 명예부회장
- 1999년 11월~2002년 12월: 2010 세계 박람회 유치위원회 위원장
- 2000년 9월~2020년 10월: 현대자동차그룹 회장
- 2004년 9월: 한보철강 인수
- 2005년 1월~2010년 8월: 동아시아재단 이사장
- 2006년 3월: 현대제철 출범
- 2007년 2월~2010년 8월: 2012세계박람회 유치위원회 고문
- 2007년 8월~2007년 12월: 2012세계박람회 유치위원회 명예유치위원장
- 2008년 3월: 2012세계박람회 조직위원회 명예위원장
- 2010년 8월: 동아시아재단 명예이사장
- 2020년 10월~: 현대자동차그룹 명예회장

## 서훈
- 1979년 11월: 수출산업포장
- 1981년 12월: 새마을포상
- 1985년 8월: 철탑산업훈장
- 1986년 12월: 체육훈장 맹호장
- 1989년 4월: 체육훈장 청룡장
- 1989년 11월: 동탑산업훈장
- 1996년 5월: 한국능률협회 한국의 경영자상
- 1997년 5월: 한국경영학회 한국경영자 대상
- 1998년 3월: 제25회 상공의 날 금탑산업훈장
- 2001년 2월: 올해의 자동차산업공헌상, 미국 자동차명예의 전당 미국 자동차산업 공헌상
- 2004년 7월: 몽골정부 북극성 훈장
- 2004년 12월: 2004년 자동차부문 최고의 CEO (미국 비즈니스위크 선정)
- 2005년 7월: 미국 오토모티브뉴스 자동차산업부문 아시아 최고 CEO
- 2005년 10월: 인촌기념회 산업기술부문 인촌상
- 2005년 11월: 영국 파이낸셜타임즈 세계에서 존경받는 기업인 42위
- 2009년 6월: 미국 코리아소사이어티 밴플리트상
- 2010년 7월: 미국 오토모티브뉴스 자동차산업부문 아시아 최고 CEO
- 2011년 11월: 미국 오토모티브뉴스 자동차산업부문 아시아 최고 CEO
- 2011년 12월: 미국 모터트렌드 세계 자동차업계 파워리스트 2위
- 2012년 2월: 국민훈장 무궁화장
- 2012년 3월: 이탈리아 인터오토뉴스 글로벌 최고 경영인상
- 2012년 12월: 미국 하버드비즈니스리뷰 세계 100대 CEO 6위

## 사진

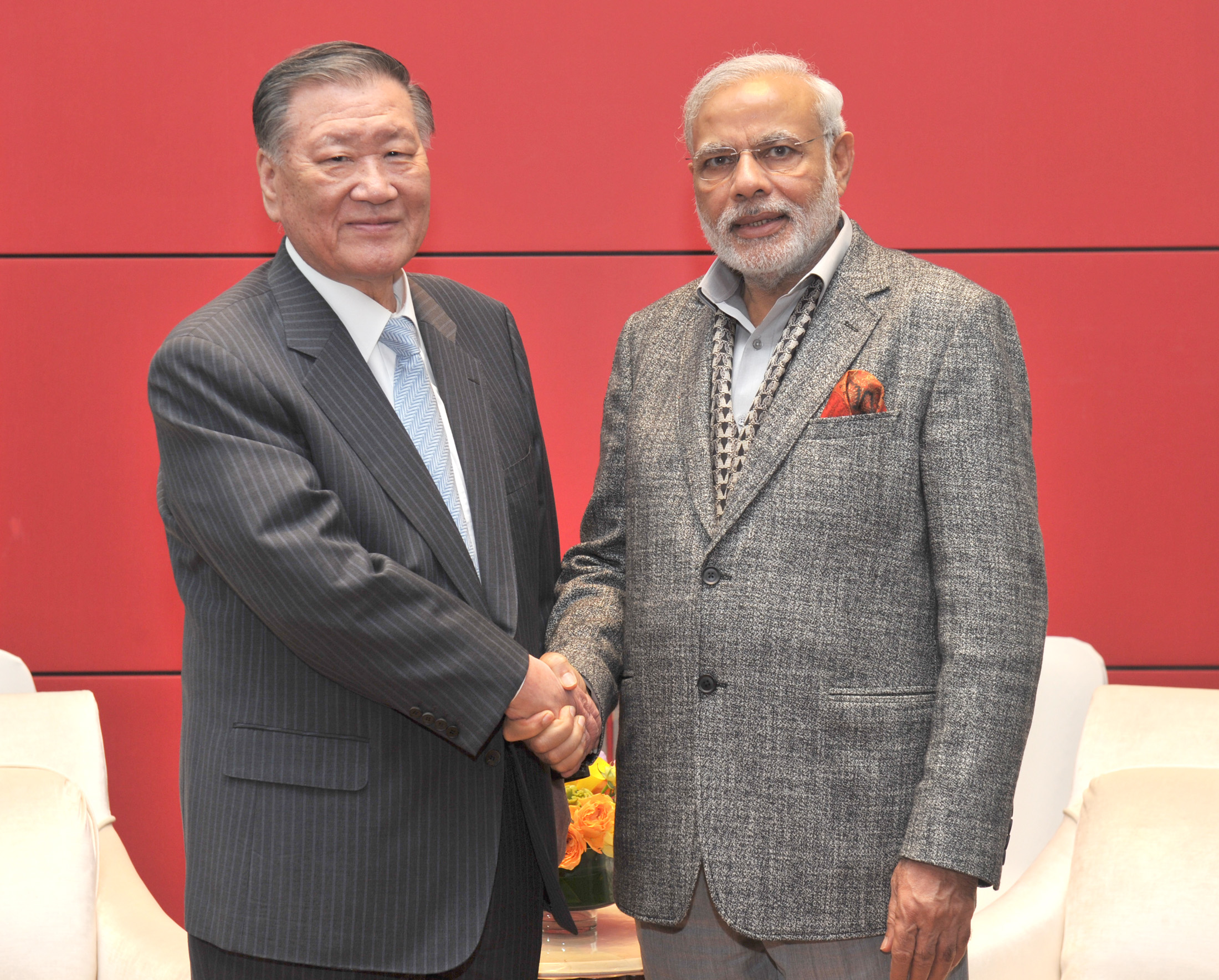
나렌드라 모디 인도 제15·16대 총리와 함께
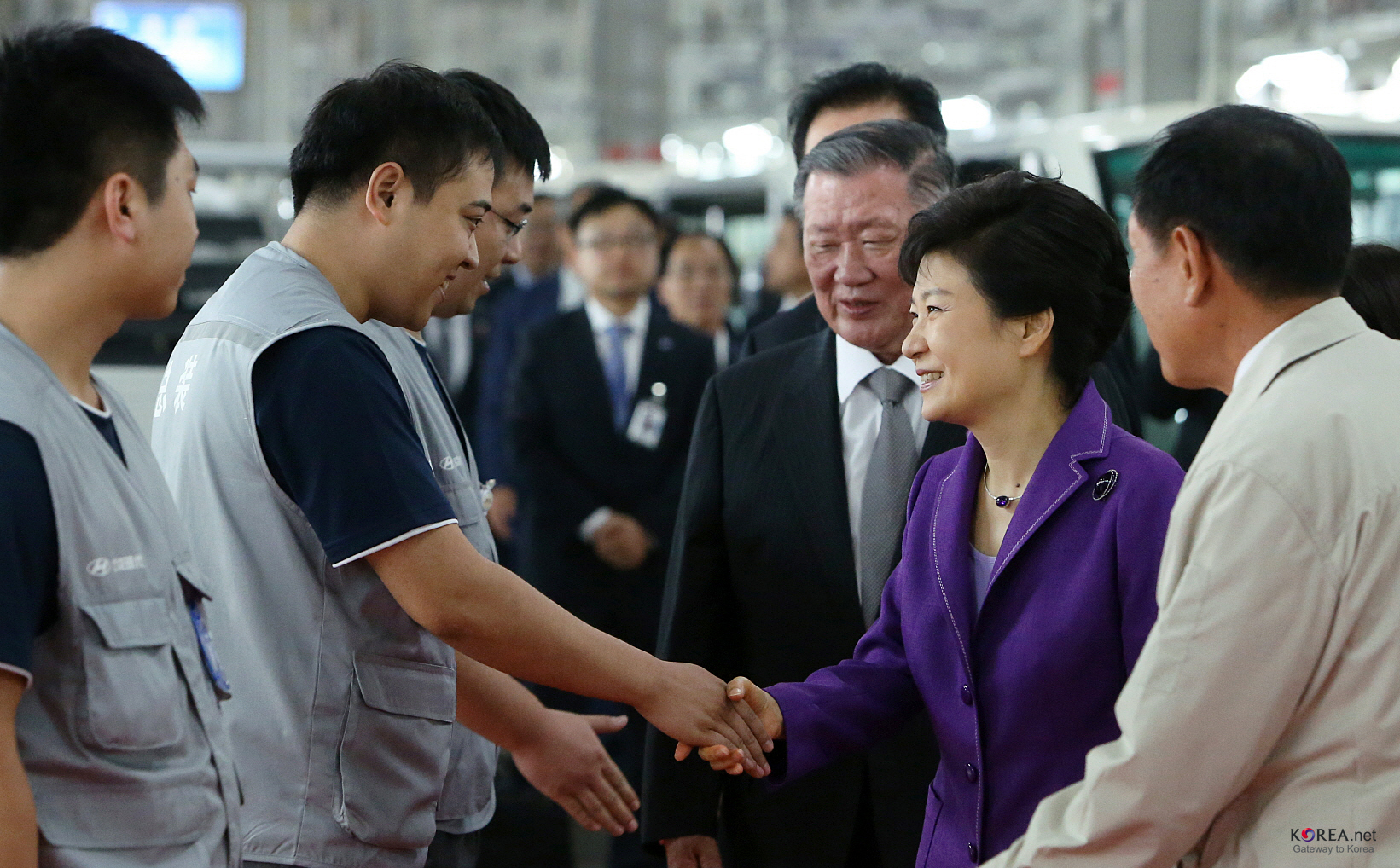
박근혜 제18대 대통령과 함께 (1)
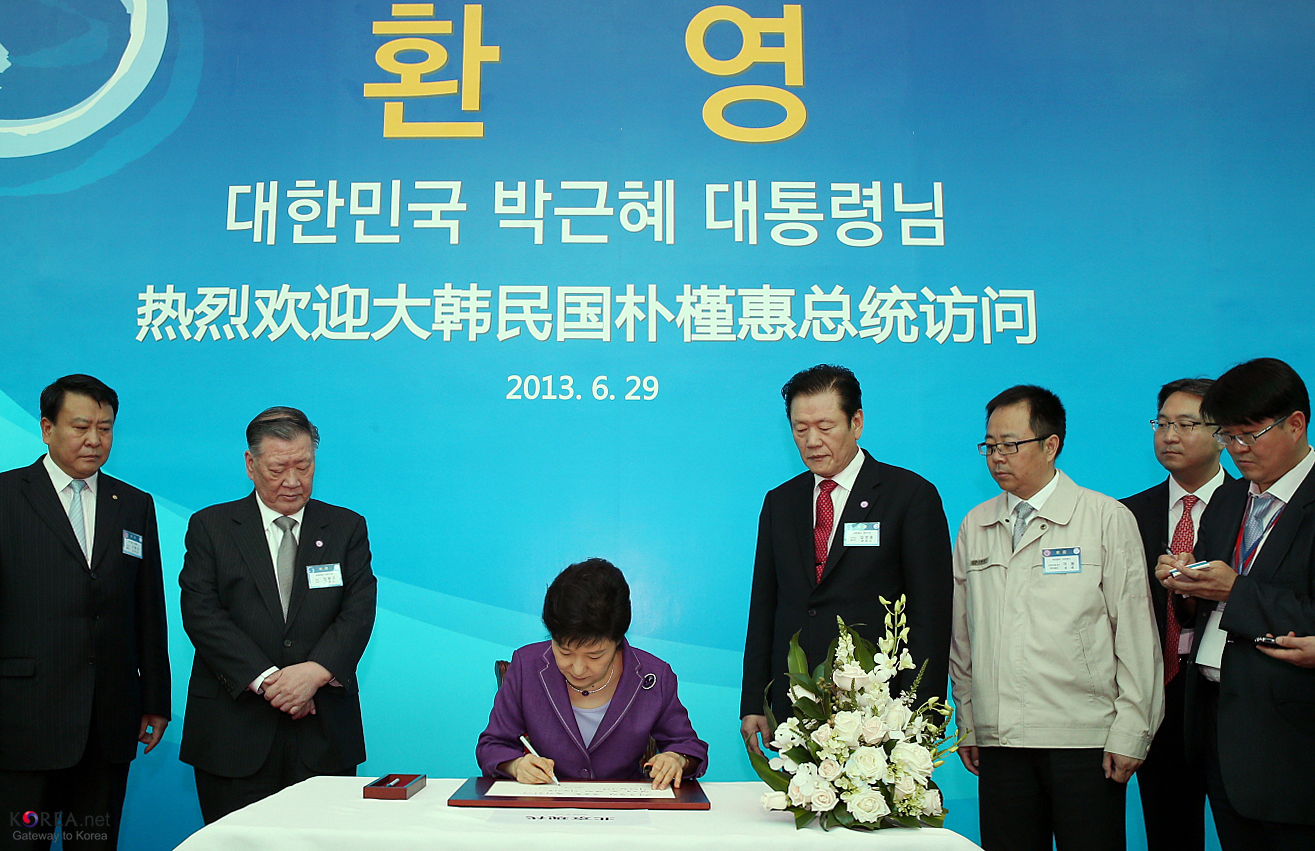
박근혜 제18대 대통령과 함께 (2)
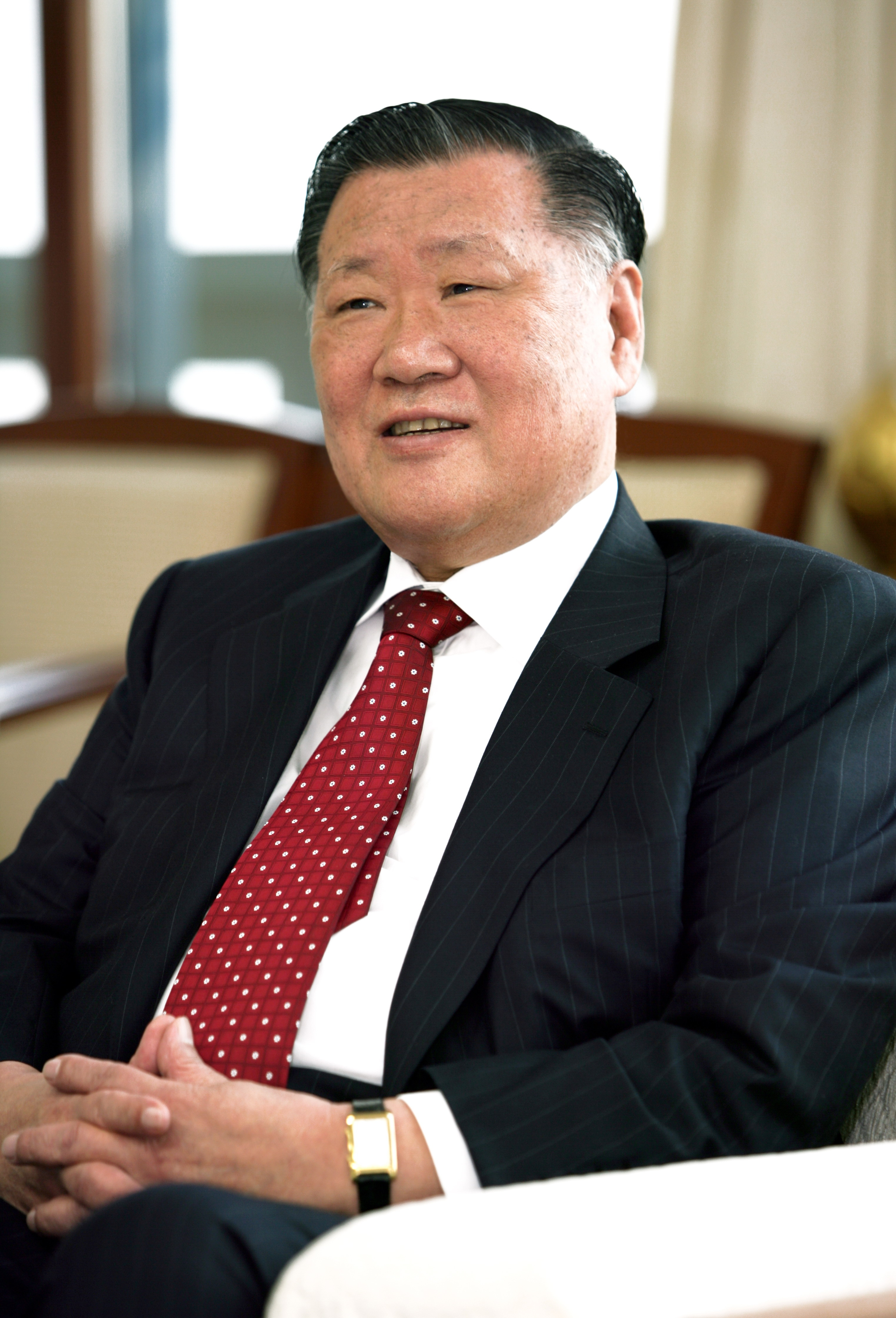
2005년의 정몽구 현대자동차그룹 초대 회장

## 가족 관계
- 할아버지: 정봉식
- 할머니: 한성실
  - 아버지: 정주영(1915~2001)
  - 어머니: 변중석(1921~2007)
    - 형: 정몽필(1934~1982)
    - 형수: 이양자(1943~1990)
    - 배우자: 이정화(1939~2009)
      - 장녀: 정성이(1962~)
      - 사위: 선두훈(1957~)
      - 차녀: 정명이(1964~)
      - 사위: 정태영(1960~)
      - 3녀: 정윤이(1968~)
      - 사위: 신성재(1968~)
      - 장남: 정의선(1970~)
      - 자부: 정지선(1973~)

    - 남동생: 정몽근(1942~)
    - 여동생: 정경희(1944~)
    - 남동생: 정몽우(1945~1990)
    - 남동생: 정몽헌(1948~2003)
    - 남동생: 정몽준(1951~)
    - 남동생: 정몽윤(1955~)
    - 남동생: 정몽일(1959~)
    - 여동생: 정정인(1979~)
    - 여동생: 정정임(1981~)

## 같이 보기
- 현대자동차그룹 회장
- 대한민국의 자동차 산업